# 無線機
無線機（むせんき）とは、無線通信を行うための機器のことである。アンテナが別になっている場合はアンテナを含まない。手で持てるハンディタイプはアンテナ（空中線）と一体になっておりアンテナも含む。
機能により、次のように分類される。
- 受信機
- 送信機
- トランシーバー…受信機と送信機を一体化したもの

電波法においては無線局について「受信のみを目的とするものを含まない」と定義されている（第2条第5号但し書き）。ラジオ・テレビという電波を受信のみで利用している物を除外している。テレビに双方向機能が付いている物が有るが、電話回線やケーブルテレビ、インターネットなど電波を送出しているわけでは無いので通常無線機とは呼ばない。　また、無線LANやBluetoothの通信を行うための無線機が内蔵されているテレビがあるが、全体を無線機とは呼ばない。
一般的には、単に無線機と言えば送信の機能を有するトランシーバーのことを指す。